# Taylor Ruck
Taylor Madison Ruck (Kelowna, 28 de maio de 2000) é uma nadadora canadense, medalhista olímpica.

## Carreira

### Rio 2016
Ruck competiu na natação nos Jogos Olímpicos de Verão de 2016 e conquistou a medalha de bronze com os revezamentos 4x100 m e 4x200 metros livre.